# Lyons (Kolorado)
Lyons – miasto w Stanach Zjednoczonych, w stanie Kolorado, w hrabstwie Boulder.